# Oorhynchus aucklandiae
Oorhynchus aucklandiae là một loài nhện biển trong họ Ammotheidae. Chúng được miêu tả khoa học năm 1881 bởi Hoek.